# Koh Sdach
El archipiélago de Koh Sdach es un grupo de islas en Camboya, que está localizado en la Provincia de Koh Kong, en el distrito de Kiri Sakor, y consiste en un grupo de 12 islas todas muy cercanas unas de otras. En el centro de ellas se encuentra Koh Sdach (Isla del Rey), una pequeña comunidad pesquera en la isla compuesta de una mezcla de jemers, tailandeses y vietnamitas. El pueblo se extiende a lo largo del lado este de la isla, al oeste hay es una pequeña casa de huéspedes Jemer y el extremo sur de la isla pertenece al lujoso complejo turístico Belinda Beach Resort. Koh Sdach tiene dos playas una al sur y otras hacia el oeste.
Las otras islas del archipiélago son en su mayoría deshabitadas, que ofrecen grandes posibilidades para explorar. 
- Koh Smach - La mayor de todas las islas con hermosas playas y caminatas en la jungla.

- Koh Ampil - Tres pequeñas islas, unidas con la marea baja por una lengua de arena, con buena pesca y buceo.

- Koh Andach (Isla Tortuga) - Esta isla se asemeja a una tortuga nadando a lo largo de la superficie, los viejos cuentos populares dicen que fue el un lugar donde un tesoro fue encontrado hace cientos de años.

- Koh Totang - ofrece el mejor buceo de la zona, alrededor de sus costas rocosas existen enormes jardines de coral intactos. Tiene dos hermosas playas.

- Koh Chan - Una selva cubierta isla con rocas gigantes que descienden en el océano, se practica el snorkeling y es un sitio para bucear.

- Koh Slap - pequeña isla a 300 m de Koh Sdach, no hay mucho que visitar, pero el estrecho que separa las dos islas ofrecen la posibilidad de practicar snorkeling.

- Koh Kussat - Un grupo de tres islas cerca de 8 km del el centro del archipiélago, Su vista aérea asemejan la pata de un oso.